# Roeberella flocculus
Espèce
Roeberella flocculus est une espèce d'insectes lépidoptères appartenant à la famille  des Riodinidae et au genre Roeberella.

## Dénomination
Roeberella flocculus a été décrit par Christian Brévignon et Jean-Yves Gallard en 1993.

## Écologie et distribution
Roeberella flocculus n'est présent qu'en Guyane.